# 绫致时装
绫致时装（丹麥語：Bestseller A/S）是一家丹麦家族企业服装公司。

## 历史
1975年在丹麦成立，最开始生产女装，1986年推出童装，1988年推出男装。1996年进入中国市场。

## 品牌

杰克琼斯Logo

集团旗下有诸多知名品牌，例如女装有ONLY和Vero Moda ，男装有Jack & Jones和Selected。

## 画廊

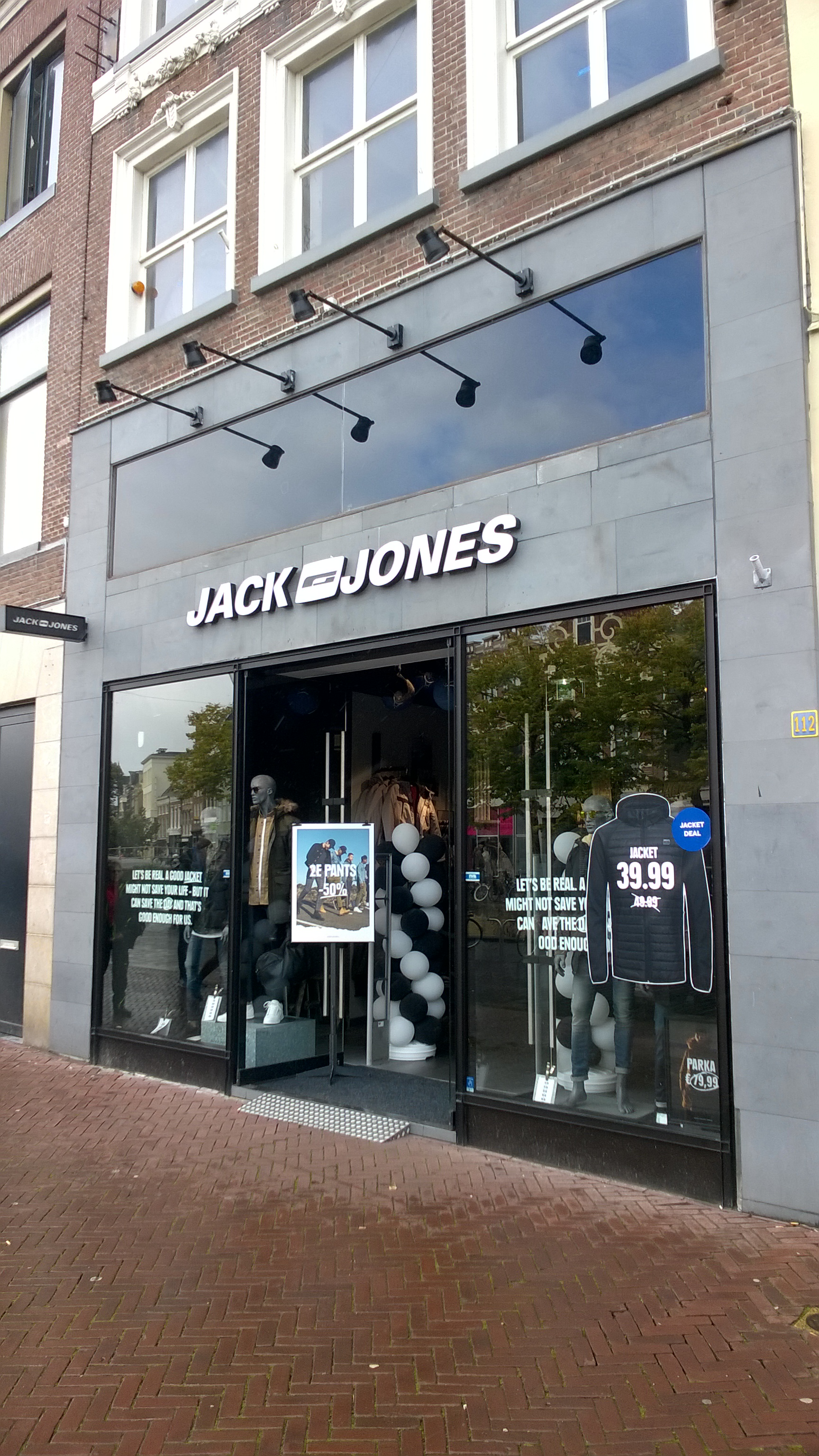
荷兰吕伐登的杰克琼斯门店
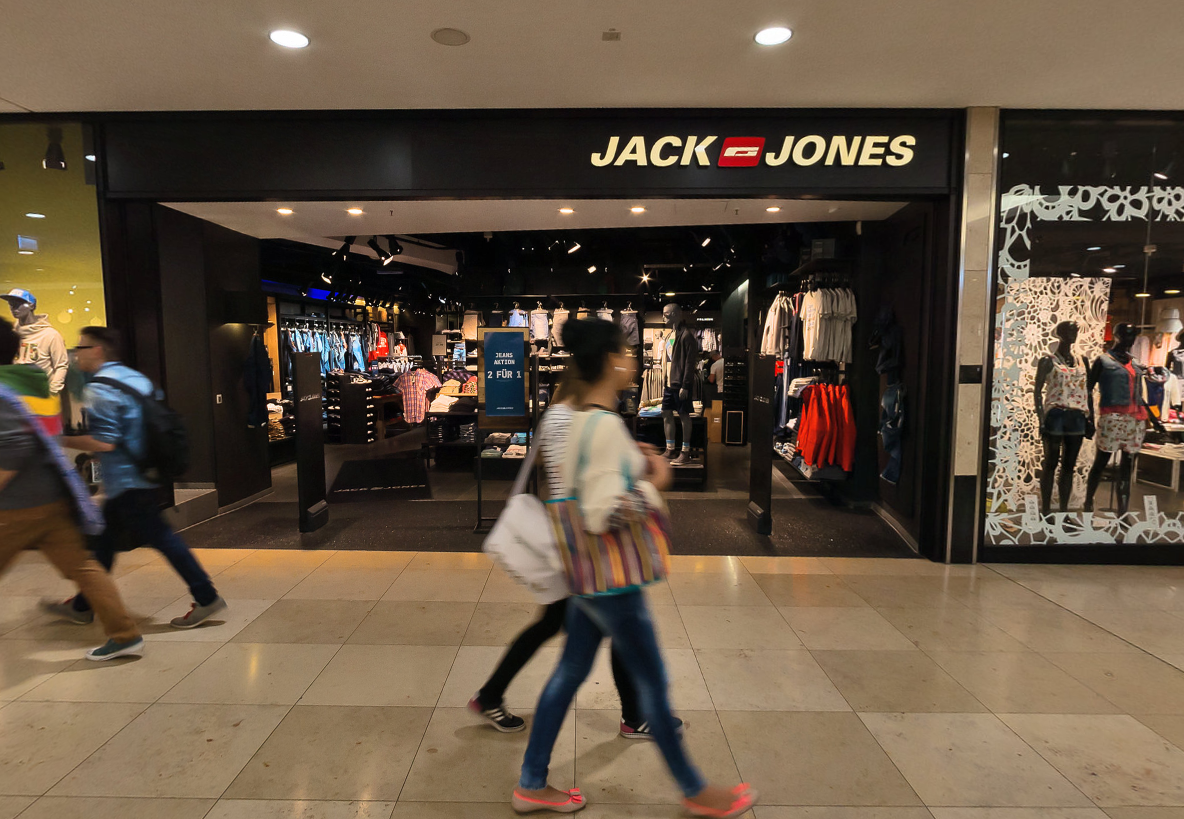
德国德雷斯顿的杰克琼斯门店
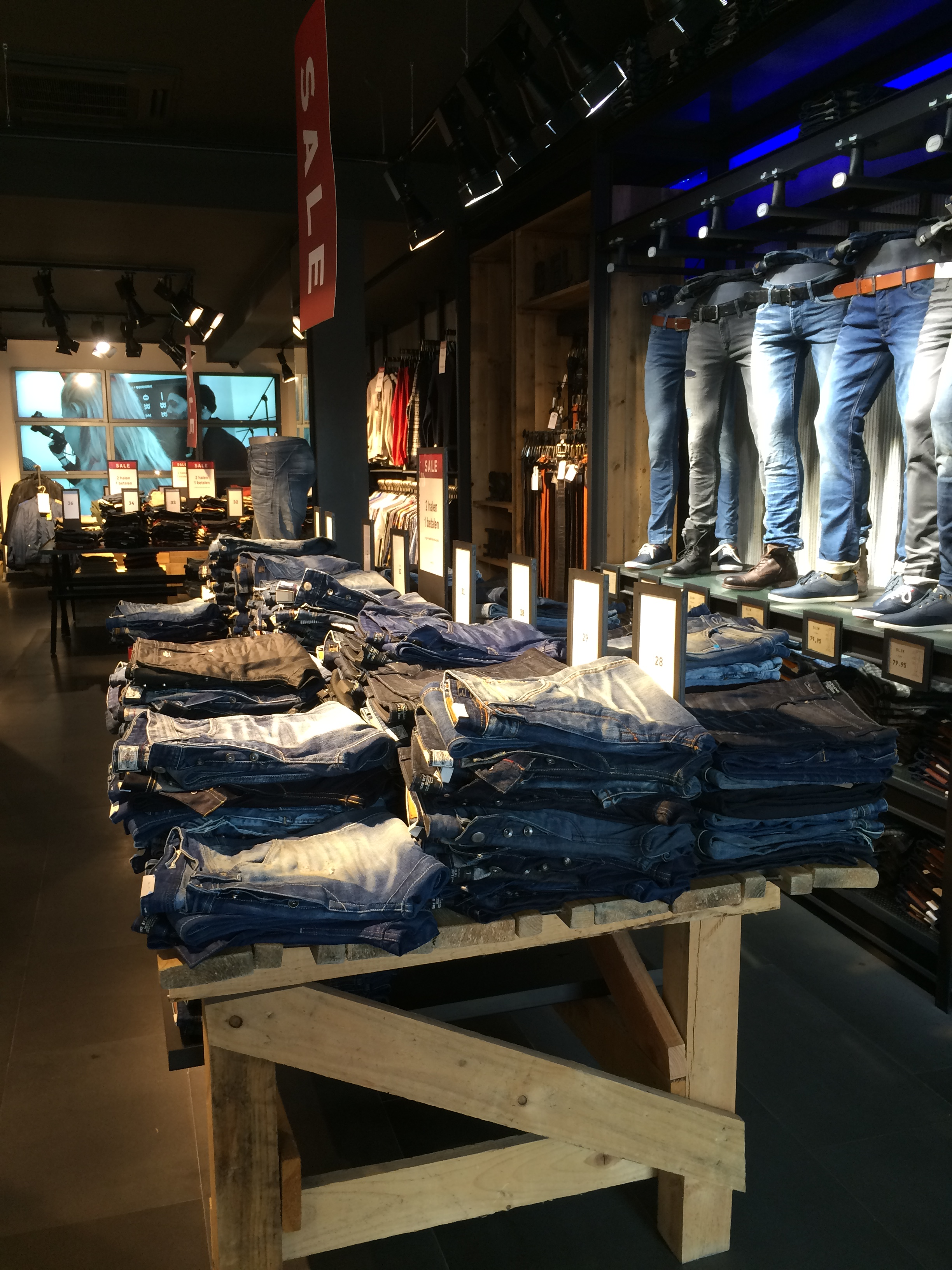
杰克琼斯门店内部